# Индустријска зона Квадерна (Болоња)
Индустријска зона Квадерна (итал. Zona Industriale Quaderna) је насеље у Италији у округу Болоња, региону Емилија-Ромања.
Према процени из 2011. у насељу је живело 59 становника. Насеље се налази на надморској висини од 46 м.